# Темний голуб
Темний голуб (Turacoena) — рід голубових. Містить 2 види. 

## Поширення
Живуть на кількох островах Південно-Східної Азії в лісах.

## Морфологія
Мають переважно чорне або чорно-сіре оперення. Статевий диморфізм не виражений. Сягають у довжину близько 40 сантиметрів. 

## Поведінка
Вони зазвичай живуть поодинці або парами. Раціон містить фрукти та ягоди.